# 佛瑞德·基达
佛瑞德·喜田（Fred Kida，1920年12月12日—2014年4月3日），是一名美国comic book和连载漫画绘画家。在漫画的黄金时代中，他最著名的绘画人物是Airboy和瓦尔基里。
2014年4月3日，他因自然原因去世，享年93岁。

## 其他链接
- Fred Kida （页面存档备份，存于） at The Comic Book Database （页面存档备份，存于）